# Eva Murková
Eva Murková, slovaška atletinja, * 29. maj 1962, Bojnice, Češkoslovaška.
Ni nastopila na poletnih olimpijskih igrah. Na evropskih dvoranskih prvenstvih je v skoku v daljino osvojila naslov prvakinje leta 1983 ter podprvakinje v letih 1984 in 1985.